# Ogdens' Nut Gone Flake
| Recensione    | Giudizio   |
| ------------- | ---------- |
| AllMusic      | [ 3 ]      |
| Rolling Stone | Favorevole |
| Mojo          | [ 5 ]      |

Ogdens' Nut Gone Flake è il quarto album del gruppo musicale inglese Small Faces, pubblicato nel 1968 su etichetta Immediate Records.
Il disco, un concept album, ha raggiunto il primo posto della classifica inglese nel giugno dello stesso anno.
Dall'album sono stati estratti 3 singoli: Lazy Sunday, Afterglow (Of Your Love), Mad John.

## Il disco
Si tratta dell'ultimo album pubblicato dagli Small Faces prima di essere scaricati dalla Immediate Records, che si rifiutò anche di pagare tutte le royalty ai membri della band, nonostante Odgens' Nut Gone Flake si fosse rivelato un successo da primo posto in classifica in patria con 6 settimane di permenenza in vetta, a causa di problemi contrattuali e del deludente riscontro avuto dall'album negli Stati Uniti (159ª posizione nella classifica di Billboard).

### Descrizione
Il primo lato del disco è costituito da un mix di brani di primo heavy rock, con canzoni quali Song of a Baker, di psichedelia inglese mista a music hall (Lazy Sunday e Rene) e di ballate soul rock (Afterglow); la traccia strumentale iniziale che apre il disco ricorda vagamente il secondo singolo pubblicato dalla band, I've Got Mine, che era stato un flop nel 1965. La canzone Afterglow of Your Love è indicata sull'LP originale semplicemente come Afterglow, ma venne rinominata Afterglow (Of Your Love) nella versione su singolo e per l'inclusione in successive raccolte.
Dopo lo straordinario impatto culturale e commerciale avuto da Sgt. Pepper's Lonely Hearts Club Band dei Beatles l'anno precedente, i dischi di musica pop iniziarono a non essere più soltanto delle raccolte di canzoni. Si diffuse la moda di esplorare nuovi territori musicali e di concetto e nacquero così i concept album veri e propri (nonostante anche in passato fosse già stato fatto qualche esperimento in merito). Domandandosi se sarebbero stati in grado di mantenere alta l'attenzione e l'interesse degli ascoltatori per entrambe le facciate dell'album, Marriott e Lane decisero di riservare solo il secondo lato dell'LP al "concept" vero e proprio, narrando la storia di “Happiness Stan” e della sua ricerca del lato nascosto della luna, attraverso una piccola suite di 6 canzoni collegate tra di loro dalla narrazione parlata dell'attore comico britannico Stanley Unwin (inizialmente era stato interpellato Spike Milligan ma questi rifiutò la proposta).
La canzone più celebre dell'album, Lazy Sunday, un'ode alla pigrizia e all'ozio di stampo prettamente britannico, vede Marriott alla voce cantare con un volutamente esagerato accento cockney. La traccia venne pubblicata su singolo prima dell'uscita dell'album stesso raggiungendo la seconda posizione nella classifica dedicata ai singoli in Gran Bretagna. Marriot ricordò a tal proposito le perplessità dei membri del gruppo circa questa scelta: «Non volevamo che uscisse come singolo anche se sapevamo che sarebbe stata un successo. Non ci piaceva che una canzone così orecchiabile e caricaturale potesse diventare il nostro marchio di fabbrica».

### Copertina
Il titolo e il design della confezione del disco sono una parodia della marca di tabacco Ogden's Nut-brown Flake, prodotta a Liverpool fin dal 1899, da Thomas Ogden.
L'album venne originariamente pubblicato su vinile all'interno di una confezione rotonda di latta ispirata alla scatola di tabacco, dentro la quale c'era un poster creato con cinque cerchi di carta ognuno con una foto di un componente della band. La produzione di queste prime copie dell'album si rivelò troppo dispendiosa e quindi la confezione in latta venne successivamente riconvertita in una più economica copertina di cartone. L'artwork dell'album venne ideato da Nick Tweddell e Pete Brown, amici di Ian Mclagan fin dai tempi della scuola d'arte.

### Polemiche
Per promuovere l'album, la Immediate Records pubblicò su alcune riviste musicali un annuncio che parodiava il Padre nostro. La cosa creò scalpore sulla stampa inglese, e molti lettori oltraggiati scrissero delle lettere di protesta.
A proposito dell'incidente, Steve Marriott dichiarò: «Non ne sapemmo niente fino a quando non vedemmo l'annuncio sulla stampa musicale. E francamente all'inizio ne rimanemmo inorriditi. Capivamo che poteva essere recepita come una vera presa in giro della religione. Ma ripensandoci, non la ritenemmo una cosa così sacrilega. Si tratta solo di un'altra forma di pubblicità. Non siamo interessati alla cosa. Siamo maggiormente concentrati nel comporre la nostra musica e produrre i nostri dischi».

## Tracce
Lato A
1. Ogdens' Nut Gone Flake (Marriott/Lane/McLagan/Jones) - 2:26
2. Afterglow (Marriott/Lane) - 3:31
3. Long Agos and Worlds Apart (McLagan) - 2:34
4. Rene (Marriott/Lane) - 4:27
5. Song of a Baker (Marriott/Lane) - 3:13
6. Lazy Sunday (Marriott/Lane) - 3:03

Bonus Track ristampa 2007
7. Donkie Rides a Penny, a Glass (Marriott/Lane) - 2:39
Lato B
1. Happiness Stan (Marriott/Lane) - 2:35
2. Rollin' Over (Marriott/Lane) - 2:50
3. The Hungry Intruder (Marriott/Lane/McLagan) - 2:15
4. The Journey (Marriott/Lane/McLagan/Jones) - 4:12
5. Mad John (Marriott/Lane) - 2:48
6. Happy Days Toys Town (Marriott/Lane/McLagan) - 4:17

Bonus Track ristampa 2007
7. Every Little Bit Hurts (Marriott/Lane) - 3:58

## Formazione
Small Faces
- Steve Marriott − voce, armonie vocali e cori, chitarre, armonica a bocca, pianoforte in Happiness Stan e Every Little Bit Hurts, organo Hammond in Ogdens' Nut Gone Flake, basso in The Journey
- Ronnie Lane − armonie vocali e cori, basso, chitarra elettrica in The Journey, upright bass in Mad John, voce solista in Song of a Baker e The Journey
- Kenney Jones − cori, batteria, percussioni
- Ian McLagan − armonie vocali e cori, tastiere, chitarra elettrica e basso in Long Agos and Worlds Apart, voce solista in Long Agos and Worlds Apart

Personale aggiuntivo
- Stanley Unwin – narrazione
- Glyn Johns – ingegnere del suono

## Riferimenti in altri media
La title track è stata inserita tra i brani ascoltabili sul canale Los Santos Rock Radio nel videogioco Grand Theft Auto V della Rockstar Games.